# Zwischen Tag und Traum (film 1922)
Zwischen Tag und Traum è un film muto del 1922 diretto da Bruno Ziener.

## Produzione
Il film fu prodotto dalla Wima-Film Company di Berlino.

## Distribuzione
In Germania, il film uscì il 7 aprile 1922.